# 昭穆制度
昭穆制度一种起源于周代的宗法制度，祠堂（包括帝王的宗庙）、墓地中祖先的排列顺序。就是根据昭穆制度决定的，主要是始祖居中，左昭右穆。此外，昭穆的排列顺序还应用在古代向祖先祭祀行礼时子孙如何排列。

## 左昭右穆
昭穆制度是指宗廟制度之一，指宗廟、墓地或神主的輩次排列。廟制規定，天子立七廟，諸侯立五廟，大夫立三廟，士立一廟，庶人無廟只在寝中祭祀，以此區分親疏貴賤。
天子七庙，三昭三穆，与大祖之庙而七。诸侯五庙，二昭二穆，与大祖之庙而五。大夫三庙，一昭一穆，与大祖之庙而三。士一庙，庶人祭于寝。
——《礼记·王制》

延伸到民間，祠堂神主牌的擺放次序也就是昭穆制度，以始祖居中，以始祖座向觀之，一世、三世、五世位於始祖的左方，稱昭；二世、四世、六世位於右方，稱穆。簡而言之，昭穆就是宗廟、墳地和神主的左右位次，左為昭，右為穆，故亦稱左昭右穆制。
| 周朝始祖居中 王季 |                |
| 右穆 二世 武王    | 左昭 一世 文王 |
| 右穆 四世 康王    | 左昭 三世 成王 |
| 右穆 六世 穆王    | 左昭 五世 昭王 |

由於日月星之運行多在中天以南，故古人觀天象是坐北朝南。因此，「昭穆」之命名，以日東昇稱「昭」，在左（龍邊），昭有明義；日西落，在右（虎邊），故稱「穆」，「穆」甲骨文象收穫。另外，春秋時期的昭穆還有尊卑的含義。古人尚左而下右，南向為尊，北向為卑，都有這種意味。
中國各地孔廟之四配聖位置排列，亦先左次右，先北次南。
| 至聖先師 孔子 |                 |
| 曾參 宗聖     | 顏回 復聖       |
| 孟子 亞聖     | 孔伋(子思) 述聖 |

昭穆制度在周朝获得广泛应用，对墓葬、祭祀等仪式都是重要的参考。